# Drosophila sturtevanti
Drosophila sturtevanti är en tvåvingeart som beskrevs av Oswald Duda 1927. Drosophila sturtevanti ingår i släktet Drosophila och familjen daggflugor.

## Utbredning
Artens utbredningsområde är Västindien och Bolivia.

## Etymologi
Artens namn är en hyllning till Alfred Sturtevant.